# Ценогеографія
Ценогеографія (від цено … і географія):
1. розділ  біогеографії, що вивчає закономірності поширення біогеоценозів і екосистем більш високого ієрархічного рівня організації;
2. розділ геоботаніки, що досліджує закономірності географічного розподілу рослинних  угруповань. Включає геоботанічне районування, картування і геоботанічну картографію.